# ベリーロール

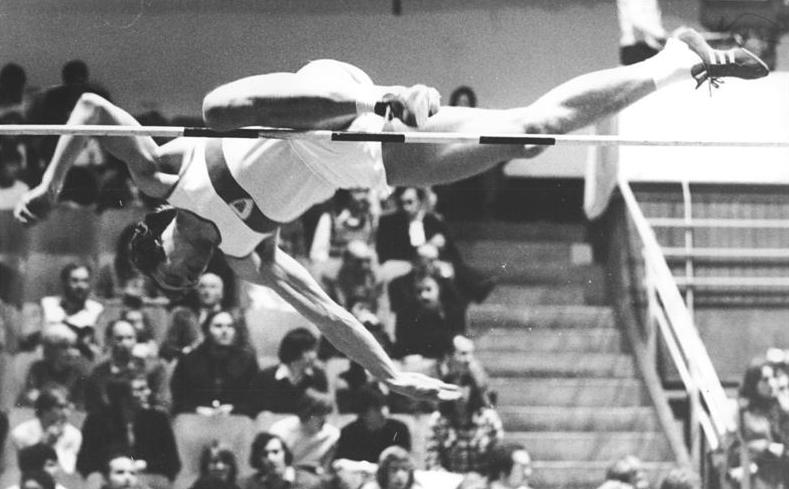
ベリーロール

ベリーロール（belly roll）は、陸上競技の走高跳における跳躍の仕方の一種。
最後に踏み込んだ足と逆の足を上げ、体をバーとを水平になるようにして、顔からバーを下に見る形をとり回転するようにして跳ぶ。正面跳びが基本であった頃に登場してから、より高く跳べるという事で急速に普及し時代を一新した。以前は義務教育の授業等ではさみ跳び等と並び広く用いられていた跳躍法ではあったが、背面跳びの登場により国際大会などでは使用されることが少なくなってきている。

## 備考
- 十種競技の走高跳の世界最高タイ記録である2m27cmは東ドイツのクリスチャン・シェンクがベリーロールで記録したものである。